# For the First Time (Lied)
For the First Time ist ein Song von Kenny Loggins aus dem Jahr 1996.

## Hintergrund
Der Song wurde von Filmkomponist James Newton Howard in Zusammenarbeit mit Jud J. Friedman und Allan Dennis Rich geschrieben. Produzent war Peter Asher. Ursprünglich hatte Loggins nach Danger Zone und Footloose eigentlich kein interesse mehr an Filmsongs, ließ sich aber von Don Ienner, dem Präsidenten von Columbia Records überreden. Dieser hielt Loggins für den geeignetsten Kandidaten für den Song und Loggins mochte den Song sogar lieber als den Film.
Der Song handelt davon, wie man seinen Geliebten zum ersten Mal mit den Augen eines Liebenden anblickt. Loggins fühlte sich bei dem Text an seine Frau Julia erinnert, die er sechs Jahre kannte, bevor er sich in sie verliebte.
Er stammt aus dem Soundtrack des Films Tage wie dieser … von Michael Hoffman mit Michelle Pfeiffer und George Clooney in der Titelrolle. Das Lied ist der Titelsong des Films.
Der Film wurde bei der Oscarverleihung 1997 als Bester Song nominiert. Loggins trat auch bei der Oscarverleihung auf.

## Chartplatzierungen
Es handelt sich bei dem Song um Kenny Loggins einzigen Nummer-eins-Hit in den Adult Contemporary von Billboard und verbrachte zwei Wochen auf Platz eins. Bei den Billboard Hot 100 Airplay erreichte es Platz 60. Die eigentlichen Billboard Hot 100 erreichte es nicht, da der Song nicht als kommerzielle Single veröffentlicht wurde, was damals Voraussetzung war.